# Zeger van Beke
Zeger van Beke of Siger de Becke (Kortrijk ca. 1330 - (Rijsel?) 7 december 1393) was proost van Sint-Donaas in Brugge en opeenvolgend grafelijk kanselier en kanselier van Vlaanderen.

## Levensloop
Afkomstig uit Kortrijk of omgeving, werd Zeger van (der) Beke priester en in 1354 promoveerde hij tot licentiaat in de rechten.
In 1352 werd hij kapelaan in Sint-Winoksbergen.
In 1353 ruilde hij drie kapelanieën (Sint-Winoksbergen, Noordpene, O.-L.-Vrouw Damme) voor een prebende van kanunnik in O.-L.-Vrouw, Kortrijk. Ook nog in 1353 werd hij officiaal van het bisdom Terwaan en het jaar daarop kanunnik in Verdun.
Op 1 juli 1355 werd hij aangesteld als grafelijk kanselier, ambt dat hij uitoefende tot in 1366.
In 1357 werd hij proost en kanunnik in Harelbeke. 
In 1360 werd hij proost van het O.-L.-Vrouwkapittel in Kortrijk, zonder verplichting van residentie, in 1363 kreeg hij 'custodia' of beheer over de Basiliuskapel in Brugge en in 1364 verkreeg hij een prebende van kanunnik in Doornik, eveneens zonder verplichting van residentie
Op 26 januari 1374 werd hij verkozen tot proost van Sint-Donaas in opvolging van Guy van Boulogne. Hij kon evenwel pas einde 1377 - begin 1378 dit ambt opnemen, vanwege de conflicten tussen de graaf van Vlaanderen en de paus, die beiden het laatste woord wilden over de benoeming, waarbij de paus vergeefs probeerde zijn kandidaten op te dringen. 
Pas op 2 mei 1378 kon De Becke persoonlijk het proostschap in ontvangst komen nemen. Hij bleef ondertussen ook tot de raadsheren van graaf Lodewijk van Male behoren.
Hij resideerde gewoonlijk in Rijsel en verscheen weinig in Brugge. Toch oefende hij invloed uit op het kapittel door de talrijke benoemingen van kanunniken en door zijn invloedrijke positie aan de zijde van de hertog. Hij bleef ook proost van Harelbeke. In 1392 werd hij door tegenpaus Clemens VII beroofd van zijn prebende in Doornik, omdat hij aanhanger was van paus Urbanus VI.
Zeger van Beke schonk aan de Sint-Donaaskerk vele sieraden en gewaden, alsook het koorgestoelte aan de noordzijde. Hij stichtte ook fundaties in Rijsel, Harelbeke, Kortrijk en Brugge. Hij werd in de Sint-Donaaskerk begraven onder een vloerzerk waarop een priester in kazuifel stond afgebeeld. De zerk is verdwenen, maar kanunnik de Molo heeft er ons een tekening van nagelaten.